# 莫斯科台北經濟文化協調委員會
莫斯科台北經濟文化協調委員會，簡稱莫北協（俄語：Московско-Тайбэйская Координационная Комиссия по Экономическому и Культурному Сотрудничеству，羅馬化：Moskovsko-Taybeiskaya Koordinatsionnaya Komissiya po Zkonomicheskomu i Kulturnomu Sotrudnichestvu），是依據1992年9月15日俄羅斯總統葉爾辛簽署令頒之《俄羅斯聯邦與台灣關係條例》所設置的實質大使館，於1996年正式於臺北成立莫斯科台北經濟文化協調委員會駐台代表處。主要業務為促進俄羅斯與台灣之間的經濟與文化合作交流，並提供領事服務與保護俄羅斯在台公民之權益。

## 簡介
由於俄羅斯聯邦與中華民國因歷史與政治因素，彼此之間並無正式的外交關係。在兩國不能有直接的政治以及外交關係之下，依據1992年9月15日俄羅斯總統簽署令頒之《俄台關係條例》：成立莫斯科台北經濟文化協調委員會，實務上與正式的駐外代表處無異。為了因應兩國在各方面的接觸所需處理的相關事務，中華民國與俄羅斯聯邦因而分別於1993年及1996年互設代表處。目前莫斯科台北經濟文化協調委員會除了處理經濟、科技與文化領域的交流合作事宜外，並設有領事事務處，處理簽證以及提供在台俄羅斯公民各類協助等工作。

## 官員

### 歷任主席
| 姓名       | 任期 | 備註 |
| ---------- | ---- | ---- |
| 羅伯夫（Олег Иванович Лобов） |      |      |

### 歷任代表
| 姓名         | 任期               | 備註  |
| ------------ | ------------------ | ----- |
| 崔福諾夫（） | 1996年12月－2001年 | [ 3 ] |
| 韋哲康（Владислав Николаевич Верченко）   | 2001年－2005年     |       |
| 古博夫（Сергей Николаевич Губарев）   | 2005年－2009年     |       |
| 杜沃齊（Василий Николаевич Добровольский）   | 2009年－2015年     |       |
| 紀柏梁（Дмитрий Алексеевич Полянский）   | 2016年－2018年     |       |
| 白樂賢（Сергей Владимирович Петров）   | 2018年－2021年     |       |
| 梅捷列夫（Юрий Анатольевич Метелев） | 2021年－           | [ 4 ] |

## 貢獻
俄羅斯聯邦與中華民國雙邊的《中俄海運通航議事錄》於1998年1月9日於莫斯科完成簽署，亦即中華民國與俄羅斯於同年1月20日起展開正式海運通航。1996年雙方進出口貿易總額為12億美元，1997年雙方進出口總額達14.5億美元。 
雙邊的貿易額於2012年達到了47億美元，較前年度大幅成長21%，同時也在世界貿易組織（WTO）和亞太經濟合作組織（APEC） 架構中，緊密且全面有效的合作。自1992年以來，持續的擴大於科學與技術等領域合作交流，在相關的產業中，雙邊的大型企業或中小企業，協助發展具有前景的項目，在高科技、能源與基礎建設發展等領域，皆存在龐大且長期的需求。在旅遊與文化交流的頻繁往來，創造商業機會，也同時也是強化體育、文化及各方面交流的方式。
1999年9月21日，台灣發生集集大地震，俄羅斯以軍用運輸機載運救難人員及物資飛抵清泉崗國際機場協助救難，為史上第一次俄國軍機降落台灣。
2013年10月16日，雙方在臺北簽署《臺灣與俄羅斯聯邦間航空服務協定》（簡稱《臺俄空運服務協定》）。並於2014年7月3日起開闢臺北至莫斯科的直飛航班，由全祿航空營運。

## 外部連結
- 莫斯科台北經濟文化合作協調委員會 （页面存档备份，存于）
- （俄文）俄羅斯聯邦與台灣關係條例俄羅斯法律網